# Station Runcorn
Runcorn is een spoorwegstation van National Rail in Runcorn, Halton in Engeland. Het station is eigendom van Network Rail en wordt beheerd door Avanti West Coast. 